# Robert Stadlober

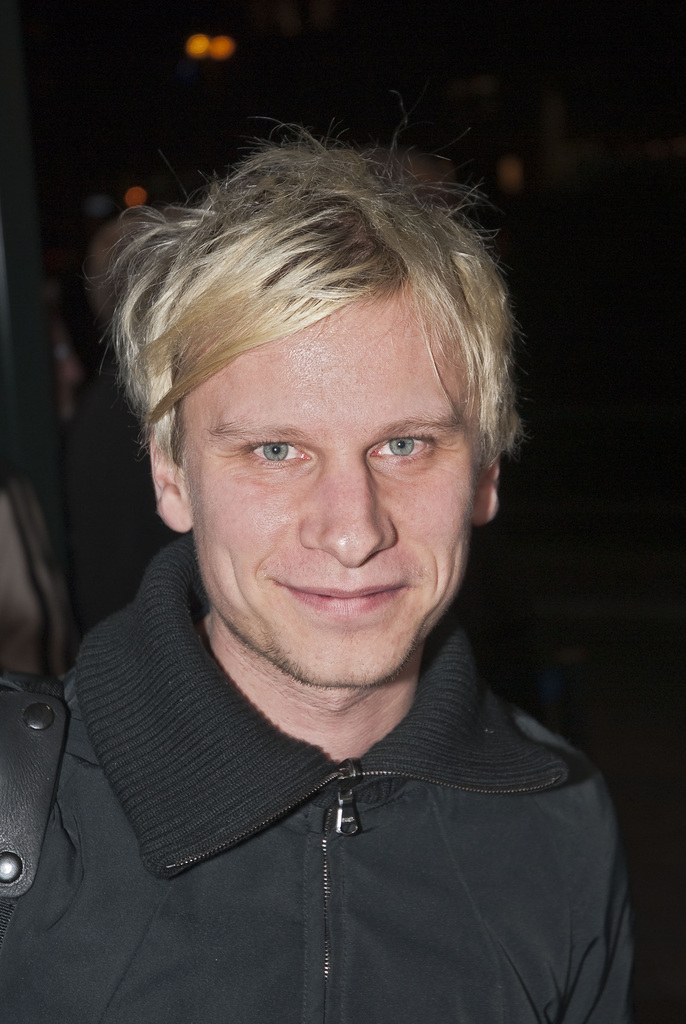
Robert Stadlober auf der Berlinale 2008

Robert Stadlober (* 3. August 1982 in Friesach, Kärnten) ist ein deutsch-österreichischer Schauspieler, Hörspielsprecher, Hörbuchsprecher, Synchronsprecher, Musiker und Sänger. Seinen Durchbruch hatte er 2000 als halbseitig gelähmter Internatsschüler Benjamin Lebert in dem Spielfilm Crazy.

## Privatleben
Robert Stadlober wurde im August 1982 als Sohn eines Elektrikers in Friesach geboren und wuchs zusammen mit seiner zwei Jahre jüngeren Schwester Anja Stadlober zunächst in Puchfeld bei Scheifling in der Steiermark auf einem Bauernhof auf. Nach der Scheidung der Eltern zog er mit seiner aus Deutschland stammenden Mutter und seiner Schwester nach Berlin, wo er u. a. eine Waldorfschule sowie eine englische Privatschule besuchte. Im Alter von 15 Jahren beendete er vorzeitig die Schule, um sich dem Schauspiel zu widmen, und bezog eine eigene Wohnung im Berliner Stadtteil Kreuzberg. Im Jahr 2000 zog er nach Hamburg-St. Pauli. Ab September 2001 lebte er zeitweise in Barcelona.
Stadlober ist verheiratet und hat zwei Töchter. Er lebt in Wien.
Stadlober sorgte 2011 für eine Kontroverse, als er in einem Interview mit Radio Bremen äußerte: „Solange in Hoyerswerda keine Asylantenheime brennen, habe ich keine Probleme mit brennenden Mercedessen.“ Er glaube, „dass die alle eine gute Versicherung haben“. Der damalige niedersächsische Ministerpräsident David McAllister kritisierte Stadlober daraufhin scharf. In einem Interview mit der Zeitschrift Straßen aus Zucker äußerte Stadlober: „Naja, dass es uns so dreckig geht, liegt ja recht offensichtlich am Kapitalismus. Leider steht die Revolution aber auch nicht gerade vor der Tür.“

## Karriere

### Schauspiel und Synchron
1995 gab Stadlober in Sigi Rothemunds Fernseh-Kriminalfilm Ausweglos an der Seite von August Zirner und Saskia Vester in der Rolle des Kristof Heincke, dem Sohn eines geschiedenen Kripobeamten, sein Filmdebüt. 1996 besetzte ihn Rothemund erneut für seinen Thriller Nach uns die Sintflut, wo er als Benjamin Rittberg den Filmsohn von Leslie Malton und Peter von Strombeck verkörpert. Er übernahm Ende der 1990er Jahre wiederholt Gastrollen in Fernsehserien wie Alarm für Cobra 11 – Die Autobahnpolizei, Hallo, Onkel Doc!, Der letzte Zeuge, Schimanski und Bella Block. Seit 1999 gastiert er in mehreren Folgen verschiedener Ermittler der ARD-Krimireihe Tatort, wie u. a. in der Folge Licht und Schatten von Ballauf und Schenk, Der Teufel vom Berg von Moritz Eisner und Hydra von Faber, Bönisch, Dalay und Kossik. 1999 war er in Matti Geschonnecks Polizeiruf 110: Mörderkind in der Titelrolle des 13-jährigen Außenseiters Mark Sommer sowie als Rolling-Stones-Fan und Plattenliebhaber Wuschel in der Ostalgie-Komödie Sonnenallee in seinen ersten größeren Rollen im Fernsehen und auf der Kinoleinwand zu sehen.
Mit der Darstellung des 16-jährigen halbseitiggelähmten Internatsschülers Benjamin Lebert in dessen autobiografischer Romanverfilmung Crazy (2000) des Regisseurs Hans-Christian Schmid gelang ihm an der Seite von Tom Schilling der Durchbruch als Schauspieler. Für seine darstellerische Leistung in diesem Film erhielt er 2001 den Nachwuchspreis des Bayerischen Filmpreises. Im selben Jahr war er als 17-jähriges Straßenkind „Engel“ aus der Kölner Punkszene in der Kai-Hermann-Romanverfilmung Engel und Joe und in einer Nebenrolle eines Studenten in der modernen Interpretation von Johanna Spyris Alpensaga Heidi zu sehen. 2003 spielte er erneut mit Tom Schilling als Bandmitglied Vince der „Apollo Schwabing“ in Benjamin Quabecks Verschwende deine Jugend, der in der Elektro-/New-Wave- bzw. späten Punkszene angesiedelt ist. Im darauffolgenden Jahr stellte er den jungen Ruderer Tobi in dem Jugendfilm Sommersturm dar, der sich in seinen besten Freund Achim (Kostja Ullmann) verliebt, ohne dass seine Gefühle erwidert werden. In Uwe Jansons Drama Peer Gynt, das das gleichnamige Gedicht von Henrik Ibsen neu interpretiert, übernahm er 2006 an der Seite von Ulrich Mühe und Karoline Herfurth die Titelrolle. Mit dem Episodenfilm Schwarze Schafe folgte im selben Jahr seine dritte Zusammenarbeit mit Tom Schilling in der dritten Folge Die Studenten, in der Stadlober und Schilling als Berliner Studenten zu sehen sind. 2007 spielte er in dem Filmdrama Freigesprochen, dessen Drehbuch auf dem Theaterstück Der jüngste Tag des österreichisch-ungarischen Schriftstellers Ödön von Horváth basiert, in der Rolle des Ferdinand an der Seite von Frank Giering und Lavinia Wilson. Im selben Jahr lehnte er die Hauptrolle in einer Verfilmung über das Leben des Musikers Falco ab, da er sich nicht dazu imstande sah, ein 40-jähriges Leben emotional zu erfassen. In Marco Kreuzpaintners Krabat, einer Verfilmung des Jugendbuchs von Otfried Preußler, spielte er 2008 die Rolle des Lyschko.
In dem Sozialdrama Zarte Parasiten, der 2009 in Venedig vorgestellt wurde und 2010 in den Kinos anlief, verkörperte er die Hauptrolle des Jakob. In dem Märchenfilm Rumpelstilzchen aus der Filmreihe Sechs auf einen Streich übernahm er 2009 die Titelrolle. 2010 verkörperte er in dem Kinofilm Kottan ermittelt: Rien ne va plus unter der Regie von Peter Patzak den Assistenten Alfred Schrammel. 2012 war er an der Seite von Otto Sander und Tilo Prückner in Bernd Böhlichs Bis zum Horizont, dann links! als Kopilot Mittwoch und in der zweiteiligen deutsch-italienischen Koproduktion Ihr Name war Maria als Hircanus auf der Kinoleinwand zu sehen. 2018 spielte er in der zweiten Staffel des ZDF-Historien-Mehrteilers Tannbach – Schicksal eines Dorfes die Rolle des in der ersten Staffel von David Zimmerschied dargestellten Horst Vöckler, verkörperte in Joachim A. Langs Mackie Messer – Brechts Dreigroschenfilm den deutschstämmigen US-amerikanischen Komponisten Kurt Weill und war in der deutsch-tschechischen Produktion Der große Rudolph, einer fiktiven Filmsatire über das Leben des 2005 verstorbenen Modedesigners Rudolph Moshammer, in einer Doppelrolle der Zwillingsbrüder Dudu und Funki zu sehen.
Seit 2017 gehört er als Titus zum Hauptcast der Workplace-Sitcom Das Institut – Oase des Scheiterns. Seit 2018 spielt er in der Fernsehserie Das Boot die Rolle des Smut und Leitenden Ingenieur Hinrich Laudrup.
Neben seinen Arbeiten in Film und Fernsehen steht er seit 1997 auch auf der Theaterbühne. Sein Debüt gab er auf der Tribüne in Berlin in der Bühneninszenierung Eine ganz normale Familie nach einer Vorlage von Neil Simon. Der Regisseur Nils Daniel Finckh besetzte ihn 2003 und 2004 in seinen Bühnenstücken am Deutschen Schauspielhaus in Hamburg. Er spielte an der Seite von Nora Tschirner in einer Inszenierung des in der schottischen Drogenszene spielenden Romans Trainspotting von Irvine Welsh in der Hauptrolle des Mark Renton und gab den Romeo in William Shakespeares Romeo und Julia. 2006 wirkte er am Burgtheater in Wien in Christoph Schlingensiefs Area 7 als Sadochrist Matthäus.

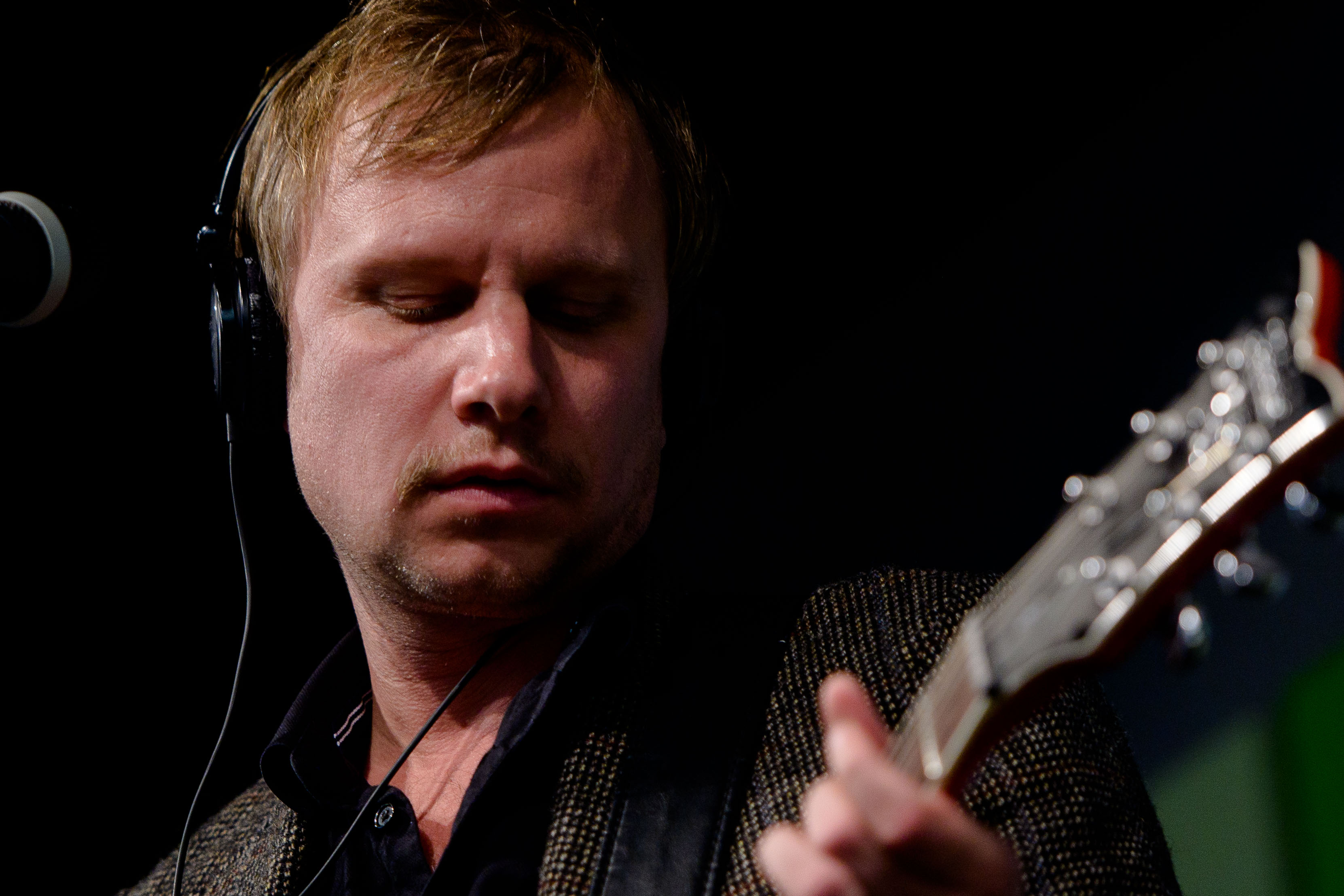
Robert Stadlober, 2019

Stadlober betätigt sich neben seinen Arbeiten vor der Kamera und auf der Bühne auch als Synchron- und Hörbuchsprecher. Bereits im Alter von elf Jahren sprach er in der amerikanische Filmkomödie Flintstones – Die Familie Feuerstein die Rolle des Bamm Bamm Geröllheimer ein. 1997 lieh er Joseph Mazzello in Steven Spielbergs Abenteuerfilm Vergessene Welt: Jurassic Park für die Rolle des Tim seine Stimme. Von 1997 bis 2001 sprach er bis zur Folge 52 der Zeichentrickserie Disneys Große Pause die Hauptrolle des Theodore Jasper „T.J.“ Detweiler, Jr. 1999 übernahm er die Sprechrolle des Lucky in der 65-teiligen Zeichentrickserie 101 Dalmatiner. In dem ebenfalls in den Walt Disney Studios entstandenen US-amerikanischen Zeichentrickfilm Der Schatzplanet, einer freien Adaption von Robert Louis Stevensons Die Schatzinsel, sprach Stadlober 2002 die Hauptrolle des Jim Hawkins, die im Original von Joseph Gordon-Levitt gesprochen wird.

### Musik
Als Musikinstrument lernte Stadlober zuerst Geige, mit 13 Jahren wechselte er zur Gitarre. 2000 gründete er mit drei Freunden die Indie-Rock-Band Gary. Zusammen mit Bernhard Kern betreibt er das Independent-Label Siluh Records und ist Mitglied der Band Escorial Gruen. Stadlober singt dort, spielt Gitarre, Mundharmonika und Trompete.
Im Oktober 2021 brachte Stadlober zusammen mit Daniel Moheit (Akkordeon) und Klara Deutschmann (Blockflöte) das Album Heym – Vom Aufstoßen der Fenster heraus. Stadlober spielt hier Gitarre und teilt sich den Gesang mit Deutschmann. Das Album vertont lyrische Texte des Schriftstellers Stefan Heym.
Ende August 2024 veröffentlichte Stadlober das Album Wenn wir einmal nicht grausam sind, dann glauben wir gleich, wir seien gut, auf dem er selbst vertonte Gedichte von Kurt Tucholsky singt.

## Filmografie (Auswahl)

### Kinofilme
- 1998: Kai Rabe gegen die Vatikankiller
- 1999: Sonnenallee
- 2000: Crazy
- 2000: 180 Grad
- 2001: Duell – Enemy at the Gates
- 2001: Heidi
- 2001: Engel & Joe
- 2002: Brombeerchen
- 2002: Klaustrophobie (Kurzfilm)
- 2002: Noch fünf Stunden (Kurzfilm)
- 2002: Sophiiiie!
- 2003: Verschwende deine Jugend
- 2003: Donau, Duna, Dunaj, Dunav, Dunarea
- 2004: Sommersturm
- 2006: Schwarze Schafe
- 2007: Freigesprochen
- 2008: Berlin am Meer
- 2008: Krabat
- 2008: Unter Strom
- 2009: Zarte Parasiten
- 2010: Jud Süß – Film ohne Gewissen
- 2010: Der Mann der über Autos sprang
- 2010: Kottan ermittelt: Rien ne va plus
- 2011: Adams Ende
- 2011: Wie man leben soll
- 2012: Bis zum Horizont, dann links!
- 2012: Ihr Name war Maria (Maria di Nazret)
- 2014: Diplomatie
- 2014: Alles inklusive
- 2014: Kafkas Der Bau
- 2015: Anhedonia – Narzissmus als Narkose
- 2015: Taxi
- 2015: Solness
- 2017: The Trench: Das Grauen in Bunker 11
- 2018: Mackie Messer – Brechts Dreigroschenfilm
- 2018: Und der Zukunft zugewandt
- 2019: Leberkäsjunkie
- 2019: Glück gehabt
- 2019: Berlin, I Love You
- 2021: Die Saat
- 2022: Schweigend steht der Wald
- 2023: LasVegas
- 2023: Ein ganzes Leben
- 2023: Am Ende wird alles sichtbar
- 2024: Andrea lässt sich scheiden
- 2024: Führer und Verführer
- 2025: Happyland

### Fernsehfilme
- 1995: Ausweglos
- 1996: Nach uns die Sintflut
- 1997: Corinna Pabst – Fünf Kinder brauchen eine Mutter
- 1997: Sehnsucht nach Liebe
- 1999: Die Todesgrippe von Köln
- 2000: Liebst du mich
- 2000: Der Sommer mit Boiler
- 2006: Kronprinz Rudolfs letzte Liebe (Zweiteiler)
- 2006: Peer Gynt
- 2009: Rumpelstilzchen
- 2013: Die Frau hinter der Wand
- 2016: Das Sacher (Zweiteiler)
- 2018: Der große Rudolph
- 2019: Kühn hat zu tun
- 2021: Stadtkomödie – Die Unschuldsvermutung (Fernsehreihe)
- 2025: Ohne jede Spur – Der Fall der Nathalie B.

### Fernsehserien und -reihen
- 1996: Alarm für Cobra 11 – Die Autobahnpolizei (Folge Endstation für alle)
- 1996: Hallo, Onkel Doc! (Folge Die Übermacht)
- 1997: Mama ist unmöglich (4 Folgen)
- 1997: Leinen los für MS Königstein (Folge Margarethe von Wettin)
- 1998: Der letzte Zeuge (Folge Denn sie wissen was sie tun)
- 1998: Schimanski: Rattennest
- 1999: Die Cleveren (Folge Das Mörderkind)
- 1999: Die Wache (Folge Dornröschen)
- 1999: Polizeiruf 110: Mörderkind
- 1999: Tatort: Licht und Schatten
- 2000: Bella Block: Abschied im Licht
- 2005: Tatort: Der Teufel vom Berg
- 2014: Landkrimi – Steirerblut
- 2015: Tatort: Hydra
- 2016: Hubert und Staller: Unter Wölfen
- seit 2017: Das Institut – Oase des Scheiterns
- 2018: Tannbach – Schicksal eines Dorfes
- 2018–2023: Das Boot
- 2020: Das Quartett: Das Mörderhaus
- 2020: Landkrimi – Waidmannsdank
- 2021: Familiensache
- 2022: Tatort: Spur des Blutes (Fernsehreihe)
- 2022: Die Toten vom Bodensee – Unter Wölfen (Fernsehreihe)
- 2023: Schnee (Fernsehserie)
- 2024: Kafka (Fernsehserie)
- 2024: Doppelhaushälfte (Fernsehserie)

## Synchronisationsarbeiten (Auswahl)

### Filme
- 1994: Flintstones – Die Familie Feuerstein, Rolle: Bamm Bamm Geröllheimer
- 1996: Matilda, Rolle: Michael Wurmwald
- 1997: Vergessene Welt: Jurassic Park, Rolle: Tim Murphy (Joseph Mazzello)
- 1999: Der Schlächterbursche, Rolle: Francie Brady
- 1999: Shakespeare in Love, Rolle: John Webster
- 2002: Der Schatzplanet, Rolle: Jim Hawkins
- 2004: Das wandelnde Schloss, Rolle: Hauro
- 2007: Könige der Wellen, Rolle: Cody Maverick
- 2011: Mein Amerika, Dokumentarfilm, deutscher Sprecher für Peter Hegedus
- 2016: Triumph des guten Willens, Dokumentarfilm, Sprecher für Eike Geisel

### Serien
- 1997: Missis Jo und ihre fröhliche Familie, Rolle: Thomas „Tommy“ Bangs (Minami Takayama)
- 1997–2001: Disneys Große Pause, Rolle: Theodore Jasper „T.J.“ Detweiler, Jr. (1. Stimme)
- 1999: 101 Dalmatiner, Rolle: Lucky (Pamela Adlon)

## Theatrografie
- 1997: Eine ganz normale Familie von Neil Simon in der Tribüne, Berlin
- 2003: Trainspotting von Irvine Welsh im Deutschen Schauspielhaus, Hamburg
- 2004: Romeo und Julia von William Shakespeare im Deutschen Schauspielhaus, Hamburg
- 2006: Area 7 von Christoph Schlingensief im Burgtheater, Wien
- 2011: Amerika von Bernd Liepold-Mosser im Stadttheater, Klagenfurt
- 2012: Der Firmenhymnenhandel von Thomas Ebermann im Kampnagel, Hamburg
- 2013: Rot von John Logan, Hamburger Kammerspiele, Hamburg
- 2014: Gespenster von Henrik Ibsen, Theaterhaus Stuttgart[31]
- 2014: Das goldene Vlies von Franz Grillparzer im Stadttheater Klagenfurt
- 2015: Private Peaceful von Michael Morpurgo an den Hamburger Kammerspielen

## Hörspiele
- 2022: Jurassic Park – Vergessene Welt (Das Original-Hörspiel zum Kinofilm) (Vergessene Welt: Jurassic Park), EdelKids Verlag & BookBeat
- 2023: Der Schatzplanet (Hörspiel zum Disney Film), Walt Disney Records & Audible (Der Schatzplanet)

## Hörbücher (Auswahl)
- 2007: Geschichten von Michel aus Lönneberga von Astrid Lindgren
- 2007: Die Ästhetik des Widerstands von Peter Weiss (audiobook)
- 2008: Reifeprüfung von Charles Webb
- 2009: Der Club der toten Dichter von Nancy H. Kleinbaum
- 2009: Flug der Pelikane von Benjamin Lebert
- 2009: Tote Mädchen lügen nicht von Jay Asher
- 2009: The Road of the Dead von Kevin Brooks, Hörbuch Hamburg, ISBN 978-3-86742-667-1
- 2010: Asphaltspringer von Rusalka Reh
- 2012: Pampa Blues von Rolf Lappert, Silberfisch bei Hörbuch Hamburg
- 2013: Zuckerleben von Pyotr Magnus Nedov, Hörbuch Hamburg
- 2013: Margos Spuren von John Green (Hörbuch Hamburg & BookBeat)
- 2013: Das Rosie-Projekt von Graeme Simsion (argon Hörbuch)
- 2015: Auerhaus von Bov Bjerg (aufbau audio)
- 2016: Porcelain von Moby
- 2017: Peterchens Mondfahrt von Gerdt von Bassewitz
- 2019: Niemals ohne sie von Jocelyne Saucier. Übers. Sonja Finck. Random House Audio, 2019, ISBN 3-8371-4689-8 (ungekürzt)
- 2020: Das Rosie-Resultat von Graeme Simsion, Argon Verlag, ISBN 978-3-8398-1771-1
- 2021: Hard Land von Benedict Wells, Diogenes Verlag, ISBN 978-3-257-80430-0
- 2022: Man vergisst nicht, wie man schwimmt von Christian Huber, der Audio Verlag, ISBN 978-3-7424-2271-2
- 2023: Nicht von dieser Welt von Michael Ebert, der Audio Verlag & Audible, ISBN 978-3-7424-2955-1
- 2025: Für Polina von Takis Würger, Diogenes Verlag, ISBN 978-3-257-69613-4

## Diskographie (nur Alben)

### Solo
- 2024: Wenn wir einmal nicht grausam sind, dann glauben wir gleich, wir seien gut

### Mit Gary
- 2001: The Lonely Cnorve Machine
- 2010: One Last Hurrah for the Lost Beards of Pompeji
- 2012: Hey Turtle, Stop Running!

### Mit Deutschmann, Moheit, Stadlober
- 2021: Heym – Vom Aufstoßen der Fenster

## Auszeichnungen
- 2000: Internationales Filmfestival de las Baleares – Bester Schauspieler (Crazy)
- 2001: Bayerischer Filmpreis – Darstellerpreis für Nachwuchsschauspieler (Crazy)
- 2001: DIVA-Award – Darstellerpreis für Nachwuchsschauspieler (Crazy)
- 2001: Deutscher-Filmpreis-Nominierung – Bester Schauspieler (Crazy)
- 2001: World Film Festival Montréal – Bester Schauspieler (Engel & Joe)
- 2005: Undine Award – Bester jugendlicher Hauptdarsteller in einem Kinospielfilm (Sommersturm)
- 2007: Undine Award – Bester jugendlicher Hauptdarsteller in einem Fernsehfilm (Peer Gynt)
- 2007: Undine Award – Publikumspreis (Peer Gynt)
- 2016: Rolf-Mares-Preis für seine Darstellung des Tommo Peaceful in Private Peaceful an den Hamburger Kammerspielen
- 2025: Deutscher-Schauspielpreis-Nominierung in der Kategorie Dramatische Hauptrolle für Führer und Verführer[32]